# Unite the Right-rally

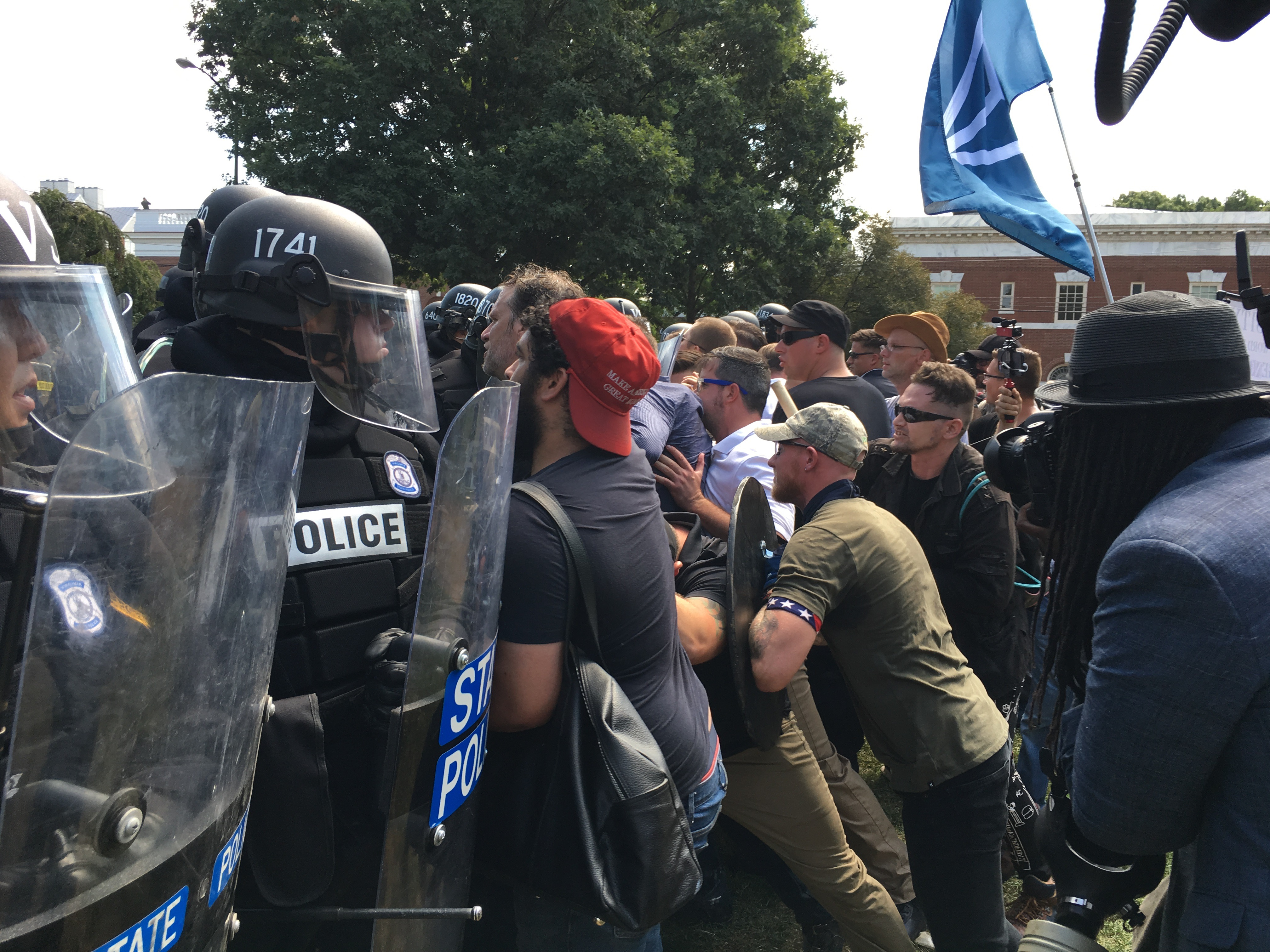
Confrontatie tussen rechtse demonstranten en de politie tijdens de Unite the Right rally.

De Unite the Right rally (ook bekend als de Charlottesville-rally) was een demonstratie die plaatsvond op 11 en 12 augustus 2017. De demonstratie was opgezet door extreemrechtse alt-right-groepen tegen het verwijderen van het standbeeld van Robert Edward Lee in Charlottesville, Virginia. Onder de demonstranten bevonden zich blanke racisten, neonazi's, neo-confederalen en leden van militie-organisaties uit de Verenigde Staten.
Het evenement kreeg grote bekendheid nadat een supporter van de demonstratie met een auto inreed op een tegendemonstratie. Hierbij vielen een dode en een aantal zwaargewonden. Ook de reactie van president Trump, waarbij hij het geweld van beide zijden veroordeelde, en zo indirect de schuld van de tragedie niet bij de extreemrechtse demonstranten legde, zorgde voor verontwaardiging in de Verenigde Staten.

## Voorafgaand
Twee jaar voor de rally was er in Charleston een massamoord gepleegd door Dylan Roof in de Emanuel African Methodist Episcopal Kerk, een Afro-Amerikaanse kerkgemeenschap. Sindsdien was er veel discussie over een aantal standbeelden van omstreden prominente figuren uit de burgeroorlog. Voorafgaand aan het incident in Charlottesville was de verwijdering van confederale monumenten in de Verenigde Staten al volop aan de gang in Demopolis, Long Beach, Los Angeles, San Diego, Gainesville, Orlando, St. Petersburg, Tampa, New Orleans, Wichita, Louisville, Annapolis, Baltimore, Rockville, St. Louis, Helena, Reidsville, Durham, Madison.
De Unite the Right rally was de derde demonstratie. Voorafgaand had de white supremacy-leider Richard B. Spencer in april al een protest georganiseerd, en in juli was er een demonstratie uit naam van de Ku Klux Klan. Dat tweede protest bestond uit ongeveer 50 leden van de clan en er was een tegenprotest met ongeveer 1000 demonstranten. Dit protest verliep geweldloos.

## Gewelddadige confrontaties tussen de demonstrantengroepen
Spanningen begonnen op vrijdagavond 11 augustus toen enkele tientallen rechtse demonstranten over de campus van de universiteit liepen waarbij ze leuzen riepen en fakkels met zich meedroegen. De groep ging de confrontatie aan met een kleinere groep tegendemonstranten. Beide groepen maakten hier gebruik van pepperspray, en enkele personen hadden lichte verwondingen. Als gevolg van deze gewelddadigheden verbood de politie deze demonstratie en gebood de demonstranten het gebied te verlaten.
Op 12 augustus verzamelden demonstranten en tegendemonstranten bij het park waar het standbeeld van Robert Edward Lee staat. In Virginia is het dragen van wapens toegestaan. In beide groepen waren demonstranten die semiautomatische wapens bij zich hadden. De gehele ochtend, nog voor het officiële startsein van de demonstratie om 12.00 uur, waren er relletjes tussen demonstranten en tegendemonstranten. Hierbij werd onder andere gebruikgemaakt van pepperspray, rookbommen en het gooien van flessen water. Enkelen van de demonstranten droegen helmen en lichaamsbescherming alsof ze voorbereid waren op een confrontatie. Anderen probeerden de rellen uit de weg te gaan. Op dat moment waren er zo'n 500 demonstranten en 1000 tegendemonstranten aanwezig. Ten minste 14 mensen raakten gewond tijdens de straatgevechten.
Om 11.00 uur werd door de stad Charlottesville de noodtoestand uitgeroepen, met als reden een onmiddellijk gevaar voor de publieke orde en de mogelijk gevaarlijke situatie voor personen en publieke en persoonlijke eigendommen. Om ongeveer 11.40 uur kort voor het begin van de demonstratie verklaarde de politie via megafoons dat de bijeenkomst niet toegestaan was. De tegendemonstratie ging echter wel door.

## Inrijden op de tegendemonstranten
Na de afgelaste demonstratie om circa 13.45 uur reed een man met een wagen in op de menigte van tegendemonstranten. Hierbij vielen een dode en een aantal zwaargewonden. De politie sprak van een bewuste aanval. Kort hierna arresteerde de politie een 20-jarige man uit Ohio met nazisympathieën. Hij werd beschuldigd van doodslag, het opzettelijk verwonden van drie mensen en het doorrijden na een ongeval. Een ander dodelijk incident vond enkele kilometers verderop plaats. Een helikopter van de politie stortte neer. Twee inzittende agenten kwamen om. De man die met de wagen inreed op de demonstranten werd wegens moord met voorbedachten rade veroordeeld tot levenslang en daarnaast 419 jaar gevangenisstraf.

## Reacties na afloop
Na afloop van dit incident waren er enkelen die kritiek hadden op het politieoptreden tijdens de demonstratie. Claire Gastañaga, van Virginia ACLU schreef dat: "De situatie te voorkomen was geweest. ... Het gebrek aan scheiding tussen de twee demonstrantengroepen droeg bij aan het geweld. De politie reageerde niet, maar stond passief toe te kijken, wachtende totdat er geweld zou uitbreken, zodat ze een grond zou hebben om de demonstratie af te gelasten."
Donald Trump werd bekritiseerd omdat hij lauw zou hebben gereageerd op het gebeuren, en de acties van de rechtse demonstranten niet expliciet veroordeelde in zijn eerste verklaringen. Na twee dagen veroordeelde Trump de Ku Klux Klan en de neonazi's wel nadrukkelijk. Hij bleef echter bij zijn standpunt dat het geweld van beide kanten kwam en bestempelde de tegendemonstranten als alt-left, een frame dat het politieke rechts al eerder gebruikt had om links in dezelfde hoek te plaatsen als extreemrechts. Gouverneur Terry McAuliffe sprak in een persconferentie op 12 augustus wel een veroordeling uit over het rechtse optreden.  
Als reactie op de ontstane commotie gaan veel andere steden in de zuidelijke staten over tot verwijdering van controversiële standbeelden. In Durham vernielde een groep demonstraten de beelden.